# Fantasiestücke opus 12 de Schumann

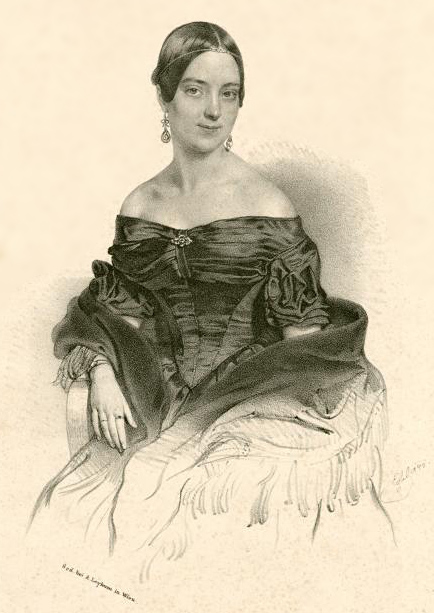
Anna Robena Laidlaw(1819-1901), pianiste anglaise et amie de Robert Schumann, qui lui a dédié les Fantasiestücke opus 12.

Les Fantasiestücke  (ou  Phantasiestücke) opus 12,  sont un cycle de huit pièces pour piano de Robert Schumann, composées en 1837. Trois autres œuvres du compositeur portent le titre Fantasiestücke : les opus 73, 88 et 111, écrites respectivement en  1849, 1842 et 1851.

## Titre
Fantasiestücke ou Phantasiestücke, est un titre que Schumann a utilisé pour quatre de ses œuvres:
- Fantasiestücke opus 12, pour piano, 1837 ;
- Fantasiestücke opus 73, pour piano et clarinette (ad.lib alto ou violoncelle), 1849 ;
- Fantasiestücke opus 88, pour piano, violon et violoncelle, 1842 ;
- Trois Fantasiestücke opus 111, pour piano, 1851.
Il s'inspire des pièces de fantaisie à la manière de Callot d'Ernst Theodor Amadeus Hoffmann  publiées en 1814-1815, tant pour le titre que pour le sens du fantastique sombre propre au célèbre graveur du XVIIe siècle.

## Historique
Les Fantasiestücke opus 12, ont été composées en 1837 lors d’un séjour  à Ralbitz-Rosenthal. L'œuvre est dédiée à la pianiste anglaise Anna Robena Laidlaw (en), avec laquelle il avait tissé des liens d’amitié.
Les deux personnages représentés dans cet ensemble, dépeignent en fait les deux faces intimes de l'individualité de Schumann : Eusebius, être doux , rêveur, tendre, timide et discret ;  Florestan, doué d’un tempérament passionné, capricieux et excessif.  Ils jouent l’un avec l’autre  tout au long du cycle, qui se termine sur une note réflexive et pondérée d’Eusebius, dans la dernière pièce intitulée  Ende vom Lied (Fin du chant).
Les noms Eusebius et Florestan avaient déjà été utilisés comme pseudonymes par le compositeur dans la revue Neue Zeitschrift für Musik (Nouvelle revue musicale),  fondée par lui  en 1834, pour signer les articles qu'il y publiait. On les retrouve aussi dans les Davidsbündlertänze et le Carnaval. Dans la Neue Zeitschrift, de même que dans les huit pièces qui forment cet opus 12, Schumann passe d'une signature à l’autre, choisissant celle qui convient le mieux au ton de l’article : apaisé ou combatif.

## Structure
- 1. Des Abends (Le soir), en ré bémol majeur, «Sehr innig zu spielen» (Jouer très intimement).

|  | Cette pièce introduit le personnage d’ Eusebius, lequel évoque la propre nature rêveuse de Schumann, qui souhaitait exprimer «la couleur douce du crépuscule». |

- . 2. Aufschwung (Essor, Élan, Reprise, Aspiration ou Élévation), en  fa mineur, «Sehr rasch» (Très rapide).

|  | L'Aufschwung est une représentation de Florestan, personnage s'adonnant aux plaisirs, vécus jusqu'au «sommet de ses passions». |

- 3. Warum?  (Pourquoi ?), en ré bémol majeur, «Langsam und zart» (Lentement et tendrement).

|  | Le titre Pourquoi?, exprime la réflexion d'Eusebius sur les excès commis par Florestan. La pièce se poursuit par une «interrogation douce» et se termine par une «réponse non concluante». |

- 4.Grillen ("Caprices", Chimères) en ré bémol majeur,  Mit Humor (Avec humour).

|  | Cette pièce est une évocation humoristique des excès passionnés de Florestan. |

- 5. In der Nacht (La nuit) en fa mineur, Mit Leidenschaft (Avec passion).

|  | Partie dans laquelle le compositeur essaie de représenter l'interaction de la passion de Florestan et de la douceur d'Eusebius. Après l'avoir composée, Schumann y aurait vu une réminiscence du mythe grec de Héro et Léandre. |

- 6.Fabel (Fable) en do majeur, Langsam (Lentement).

|  | Comme dans la pièce précédente, les tempéraments «rêveur» et «passionné» des deux personnages sont juxtaposés (après avoir été exposés séparément dans 1.Des Abends et 2.Aufschwung). La nature fantaisiste de Florestan s'oppose à la tranquillité éthérée d'Eusebius, ce qui donne lieu à un «récit placide et riche en humour». La tonalité en do majeur rompt avec le schéma ré bémol majeur et fa mineur des deux pièces précédentes. |

- 7. Traumes Wirren (Rêves confus,  Troubles songes),  en fa majeur ,  Äußerst lebhaft (Extrèmement vif, vivant).

|  | Le titre évoque la lutte entre la « douceur rêveuse » et les « élans passionnés » des deux personnages. Elle est rythmiquement intense et imprégnée d’une impulsion rapide. Comme la précédente, elle s'écarte à son tour du schéma de signature de fa mineur, pour le fa majeur. |

- 8. Ende vom Lied (Fin du chant),  en fa majeur, Mit gutem Humor  (Avec un certain humour).

|  | Ce finale de l’ensemble, Schumann le décrit comme une combinaison de cloches de mariage et de cloches funéraires. Dans une lettre à sa fiancée Clara, qu’il épousera trois ans plus tard, il écrit, à propos de cette pièce : « À l'époque, je pensais : eh bien, à la fin, tout se résout en un mariage joyeux. Mais finalement, ma douloureuse anxiété à ton sujet est revenue.» Comme la précédente, elle est en fa majeur. |

## Au cinéma
- Dans le film de 1931 : Docteur Jekyll et M. Hyde Aufschwung (pièce  no  2).

## Discographie sélective
- Alfred Brendel Philips
- Claudio Arrau Philips
- Martha Argerich CBS
- Karl Engel Valois
- Arthur Rubinstein RCA